# Țepu
Tepu là một xã thuộc hạt Galați, România. Dân số thời điểm năm 2002 là 2566 người.